# Lista de tenistas da Rússia
Esta é uma lista de tenistas da Rússia.

## A
- Alina Jidkova
- Alisa Kleybanova
- Anastasia Myskina
- Anastasia Pavlyuchenkova
- Anna Chakvetadze
- Anna Kournikova

## D
- Dmitry Tursunov
- Dinara Safina

## E
- Elena Bovina
- Elena Dementieva
- Elena Likhovtseva
- Elena Vesnina
- Evgeny Korolev
- Evgeniya Rodina
- Ekaterina Bychkova
- Ekaterina Makarova

## I
- Igor Andreev

## M
- Marat Safin
- Maria Kirilenko
- Maria Sharapova
- Mikhail Youzhny

## N
- Nadia Petrova
- Nikolay Davydenko

## O
- Olga Morozova
- Olga Puchkova

## S
- Svetlana Kuznetsova

## V
- Vasilisa Bardina
- Vera Dushevina
- Vera Zvonareva

## Y
- Yevgeny Kafelnikov